# Михаил (Стороженко)
Епи́скоп Михаи́л (в миру Михаи́л Алексе́евич Стороже́нко, с 1957 года — Мише́ль Стор, фр. Michel Store; 16 сентября 1924, Харьков, Украина — 23 апреля 2019, Франция) — архиерей Константинопольской православной церкви, викарий Западноевропейского экзархата русских приходов, титулярный епископ Клавдиопольский (1995—2019).
Тезоименитство — 8 ноября (Архистратига Михаила),

## Биография
Родился 16 сентября 1924 года в Харькове.
В 1943 году эмигрировал с остатками побеждённой немецкой армии через Польшу и Германию, и добрался до лагеря для перемещённых лиц под городом Льеж-Шарлеруа в восточной части Бельгии, где устроился на чёрный труд в шахтах и на заводах. В конце Второй мировой войны, находясь в эмиграции в Бельгии, изменил год рождения на 1929, на пять лет уменьшив возраст в своих официальных документах, чтобы избежать предусмотренной соглашениями Ялтинской конференции насильственной репатриации в СССР, так как в этой стране бывшие советские граждане, не достигшие совершеннолетия, не подлежали депортации.
Находясь в Бельгии, он познакомился с местными русскими православными общинами, возглавляемыми в то время протоиереем Иоанном Бекишем и протоиереем Валентом Роменским. Большую роль в его дальнейшую жизнь оказало посещение лагерей русских перемещенных лиц в Бельгии в 1948 году епископом Кассианом (Безобразовым), состоящим тогда ректором Свято-Сергиевского богословского института в Париже, и архимандритом Саввой (Шимкевичем), епархиальным секретарём при митрополите Владимире (Тихоницком). Оба убедили Михаила приехать в Париж и поступить в Свято-Сергиевский богословский институт, что он и сделал в 1949 году.
Живя в Париже, работал электротехником. В институте обнаружился его исключительный голос мощного бархатного баса, и он стал петь в церковном хоре храма Сергиевского подворья под управлением сперва М. М. Осоргина, а потом его сына Н. М. Осоргина. В 1953 года окончил Свято-Сергиевский институт со степенью магистра богословия, защитив курсовое сочинение о митрополите Филарете Московском, написанное под руководством профессора А. В. Карташёва.
С 1953 года выступал на балах Казачьего союза, участвовал в концертах и благотворительных вечерах в пользу Сергиевского подворья, Богословского института в Париже и др. С 1954 по 1957 год учился в Школе пения Инны Роговской.
7 декабря 1957 года епископом Кассианом (Безобразовым) рукоположён во диакона и служил в Александро-Невском соборе в Париже.
В 1966 году после ухода на пенсию соборного протодиакона Василия Дегтярёва постановлением архиепископа Георгия (Тарасова) был определён первым штатным диаконом Александро-Невского кафедрального собора в Париже с возведением в сан протодиакона. В 1978 году тем же архиереем он был удостоен права ношения камилавки.
Был женат на Ирине Фёдоровне Стороженко. 22 октября 1990 года овдовел.
30 марта 1995 года Священным синодом Константинопольской церкви был избран титулярным епископом Клавдиопольским, викарием Западноевропейского экзархата русских приходов Константинопольского патриархата. 25 мая рукоположён во священника архиепископом Сергием (Коноваловым), в том же году пострижен в монашество, 8 октября хиротонисан во епископа. Служил на Сергиевском подворье в Париже.
1 мая 2003 года был одним из трёх кандидатов на выборах предстоятеля Архиепископии. В своей речи на Чрезвычайном епархиальном собрании Архиепископии поддержал предложение патриарха Московского Алексия II (послание последнего от 1 апреля 2003 года) учредить в Западней Европе единый митрополичий округ Московского патриархата, который бы включал все православные приходы, монастыри и общины русского происхождения и русской духовной традиции, выразив убеждение, что пришло время для преодоления разделений. С точки зрения епископа Михаила, объединение трёх юрисдикций в одну автономную митрополию будет первым этапом на пути к поместной полиэтнической Церкви, тогда как отказаться от этого предложения — значит, взять на себя ответственность за продолжение разделения. Тем не менее, большинство собравшихся его не поддержало. В первом туре епископ Михаил получил 44 голоса, уступив епископу Команскому Гавриилу (де Вильдеру), набравшему 118 голосов.
После этого перестал принимать участия в заседаниях Епархиального совета Архиепископии, членом которого он состоял по должности с 1995 года, как и в жизни Архиепископии вообще, но продолжал служить по воскресениям и большим праздникам в храме Сергиевского подворья.
17 декабря 2009 года освобождён от должности настоятеля прихода преподобного Сергия Радонежского в Париже по причине возраста и состояния здоровья. За епископом сохранилась должность наместника Свято-Сергиевского Подворья и предстоятельство на богослужениях в храме преподобного Сергия Радонежского.
Последние годы жизни проводил в доме дочери под городом Шартр, страдая тяжёлым заболеванием почек, в связи с чем приходилось ему делать диализ каждый два дня. Его временами навещали разные священники из Парижа.
Скончался 22 апреля 2019 года. 29 апреля, в Светлый понедельник, в Александро-Невском соборе в Париже архиепископ Иоанн (Реннето) возглавил отпевание почившего, зачитав соболезнование патриарха Константинопольского Варфоломея. Похоронен на русском кладбище Сент-Женевьев-де-Буа.